# Albert II de Gorízia-Tirol
No s'ha de confondre amb el duc Albert II de Tirol, que va regnar dos segles abans (vers el 1100)
Albert II de Gorízia-Tirol (a vegades VI de Tirol) fou fill de Meinard II de Gorízia-Tirol destinat a governar a la mort del pare (que es va produir el 1295) juntament amb els seus germans Lluís (I) de Tirol o de Gorízia-Tirol, Caríntia i Carniola, Otó I de Tirol i III de Caríntia i Carniola i Enric II de Tirol, VIII de Caríntia i III de Carniola. El seu pare li va confiar algunes tasques, sempre com a vogt.
Es va casar després del 1282 amb Agnes de Hohenberg, filla d'Albert II de Hohenberg-Rottenburg. Va premorir al seu pare en ena data entre el 14 i el 30 d'abril de 1292 Els seus germans Otó i Enric van continuar governant junts.